# 青年日本交響楽団
青年日本交響楽団（せいねんにほんこうきょうがくだん）は、昭和期の戦前から終戦直後まで活動した日本のオーケストラ。1936年末に作曲家服部正が中心となって「コンセール・ポピュレール」の名称で創設（「コンセル・ポピュレール」とも呼ばれた）。1940年「青年日本交響楽団」（略称は青響）と改称し、1946年まで活動を続けた。欧文名称はConcert populaire。

## 概要
1936年夏に日比谷公会堂で、早稲田、慶応、法政、明治、立教、慈恵医大の6大学オーケストラのメンバーを集めた「リーグ・コンサート」を山田耕筰と共に指揮した服部正は、若者の情熱を集めたオーケストラ創設を企図する。慶応義塾ワグネルソサエティで指揮をしていた山口正男（後に雅章と改名）の賛同を得て、12月30日に第1回準備会を開催した。50名ほどが集まり、職業的管弦楽団への成長を期して「コンセール・ポピュレール」と名付けられた。名づけ親は後にフランス留学した倉知緑郎で、「ポピュレール」には「民衆に親しまれるように」との思いが込められている。当時パリには19世紀に創設された4つのオーケストラがあり、そのひとつコンセール・パドルーは、もともと大衆のためのオーケストラとして1861年に創設されたコンセール・ポピュレール（Concerts populaires）というオーケストラであった。こうした音楽事情は日本にも様々な形で伝わっていたと考えられる。
服部は運営資金を皆から集め自らも拠出し、練習場や楽譜を手配し、1937年1月から練習を開始した。細々した雑務は服部が一手に引き受け、演奏会企画から切符の販売までこなした。放送局の青木正の協力を得、劇伴など放送関連の仕事を受けることができた。楽団運営組織は企画、会計、楽員の3部門に分けて進め、1937年4月に第1回演奏会を開催した。1000人を超える聴衆が集まり、1000円以上の収入を得、必要なものをそろえることができた。
ラジオや舞踏会の伴奏などの仕事が入るようになり少しは潤ったが、職業楽団への道は険しかった。それを打開するため、1939年12月からポピュラー・コンサートの企画を開始した。この企画は大いに当たり、財務状況が改善した。
1940年11月7日の第12回演奏会からは「青年日本交響楽団」と改称。戦時下で徴用が激しくなると、青響は演奏を継続するために音楽挺身隊に加入し、音楽という職能で戦列に参加するという姿勢をとった。1945年3月の空襲で神田にあった青響の練習所が焼けてしまった。服部が放送局の仕事を通じて知り合った日響（日本交響楽団）事務長有馬大五郎の計らいで、青響は日響の楽器や練習所を使わせてもらえるようになった。
終戦後も、日響の協力で演奏活動をすぐに再開することができたが、1946年3月に施行された金融非常措置による預金封鎖で、青響の運営は立ち行かなくなり、解散せざるを得なくなった。封鎖小切手で支払われる出演料が、法人格を持たない青響では現金化できなかったからである。同年2月に開催した公演が青響として最後のものとなった。

## メンバー
メンバーは東京音楽学校出身者が半数、後は各大学の学生とOBで、平均年齢は22～23歳であった。
管打楽器には、フルートに慶應ワグネルの山口と新響首席の吉田雅夫、ファゴットに指揮者の金子登、トランペットに早稲田在学中の小島正雄、打楽器に作曲家の小倉朗と法政出身の今村征男が参加した。
弦楽器には、ヴァイオリンに東京音楽学校の多久興、キングレコード専属の松田十蔵、新響の平野雅雄と北川庸二郎、チェロに作曲家の安部幸明、コントラバスに伊藤道郎の弟で建築家の伊藤貞亮と、多士済々であった。

## 演奏会
1937年4月12日に開催した第1回演奏会では、ベートーヴェンの『田園交響曲』、テノール太田黒養二によるフランス・オペラのアリア2曲、服部正の『ディヴェルティスマン』、シューベルトの『ロザムンデ舞曲』、グリンカの『ルスランとリュドミラ序曲』を演奏した。10月26日の第2回のプログラムは、メンデルスゾーンの『フィンガルの洞窟』序曲、ビゼーの『アルルの女』第2組曲、オペラ『カルメン』より歌曲、ベートーヴェンの『第5交響曲』であった。
1938年3月18日に開催した第3回演奏会からは、指揮を服部正とワグネルの山口が分担し、4回の定期演奏会を行った。12月6日の第6回演奏会は「近代音楽の夕」と題し、ボロディンの『中央アジアの草原にて』、ストラヴィンスキーの『第1組曲』、シベリウスの『フィンランディア』、荻野綾子による歌曲3曲、ドビュッシーの『牧神の午後への前奏曲』、そして服部正の新曲『荒野乱舞』の初演が行われた。
1939年には服部正の指揮による3回の定期演奏会のほか、7月4日にプリングスハイムを指揮者に、ベートーヴェン『第5交響曲』、モーツァルト『交響曲第40番』、バッハ『ピアノ協奏曲ニ短調BWV.1052』（独奏豊増）の臨時公演を行い、12月21日には第1回ポピュラーコンサートを日比谷公会堂で開催した。春の第7回演奏会は日本青年館で開催され、クリスチャン・バッハ『シンフォニア ニ長調』、セバスチャン・バッハ『二つのヴァイオリンのための協奏曲ニ短調』（独奏山内妙子、清野保子）、メンデルスゾーン『イタリア交響曲』が演奏された。
1940年には2月13日の第10回演奏会で金子登の指揮デビューコンサートを行い、6月21日の第11回演奏会でグルックのオペラ『アウリスのイフィゲニア』序曲、モーツァルトの管楽八重奏『セレナーデ』、ベートーヴェン『第2交響曲』を演奏した。青年日本交響楽団と改称した11月7日の第12回演奏会では、服部の指揮でハイドン『軍隊交響曲』、ベートーヴェン『ピアノ協奏曲第3番』（独奏藤田晴子）、ビゼー『カルメン組曲』を演奏した。また11月2日には、7月7日に病没した山口正男（雅章）の追悼演奏会を、慶応義塾ワグネル・ソサエティと合同で日比谷公会堂でおこなっている。
1941年には1月20日の第13回演奏会で萩原英一を指揮者に迎え、モーツァルト『フルート協奏曲ニ長調K. 314』（独奏吉田雅夫）、ベートーヴェン『第7交響曲』などを演奏。4月25日の第14回演奏会では金子登の指揮でベートーヴェン『第1交響曲』、バッハ『カンタータ第55番わたしは惨めな人間』（テノール独唱鳴海匡純）、ブラームス『第4交響曲』というプログラム。11月26日の第15回では萩原の指揮でモーツァルト『ハフナー交響曲』、ウェーバー『コンツェルトシュトゥック』（独奏藤田晴子）を演奏した。他に5月23日と10月21日には服部正の指揮でポピュラーコンサートを開催している。
1942年には3月16日の第16回演奏会で金子登指揮のベートーヴェン・プログラム、6月15日の第17回は服部正の指揮で行われ、5月17日にはポピュラーコンサートが開催された。1943年には服部正指揮で3月31日に第19回、6月24日に第20回演奏会が行われ、萩原英一指揮で12月2日に第21回が行われた。1944年には3月30日の第22回演奏会をポピュラーコンサートに替え、7月23日と9月6日にも小品中心の演奏会を行った。
1945年春にも「春の楽しい音楽会」という演奏会を開催した。聴衆はいつも満員であった。5月の大空襲で東京は焼け野原になったが、6月9日と10日に開催した演奏会は切符が数時間で売り切れ、ヨハン・シュトラウスのワルツなどを演奏した。7月23日には「朝日音楽会」に出演、7月28日には貝谷八百子バレエ・リサイタルで伴奏を務めた。
8月15日に戦争が終わると、9月には日響の協力を得て2日間、昼夜2回、計4回連続公演を行い、計1万人の聴衆を前に演奏した。その後も毎月ポピュラー・コンサートを開催した。